# 王清文
王清文 (1961年—)，黑龙江省拜泉县人，中国教育部第6批“长江学者”特聘教授，研究方向包括生物质能等。曾取得国家技术发明、国家科技进步等奖项，发表论文数百篇，主编多本著作，获得授权发明专利数十项。